# Winfried Kräuter
Winfried Kräuter (* 23. Oktober 1956 in Neuruppin, Bezirk Potsdam, DDR) ist ein ehemaliger deutscher Fußballspieler. Er war von 1984 bis 1987 für die BSG Stahl Brandenburg in der DDR-Oberliga aktiv.

## Sportliche Laufbahn
Kräuter wurde in Neuruppin geboren, wuchs jedoch in Fehrbellin auf. Das Fußballspielen begann er auf der Straße und schloss sich erst im Alter von 13 Jahren der BSG Fortschritt Fehrbellin an. Ab 1973 erhielt er seine fußballerische Ausbildung bei der Betriebssportgemeinschaft Stahl Brandenburg, während er beim Trägerbetrieb VEB Stahl- und Walzwerk Brandenburg eine Lehre zum Metallurgen absolvierte. Nach seinem Armeedienst schloss sich Kräuter 1978 mit 21 Jahren dem Zweitligisten BSG Stahl Hennigsdorf an. Dort war er für vier Spielzeiten aktiv, in denen er 86 Punktspiele bestritt und dabei sechs Tore erzielte. Als die Leitung des übergeordneten Stahlkombinats ihren Sitz von Hennigsdorf nach Brandenburg an der Havel verlagerte, wurden 1982 die besten Hennigsdorfer Fußballspieler zur BSG Stahl Brandenburg delegiert, die zu diesem Zeitpunkt ebenfalls in der zweitklassigen DDR-Liga spielte. In Brandenburg absolvierte der 1,85 m große Kräuter zunächst zwei Spielzeiten in der DDR-Liga. 1983 scheiterte seine Mannschaft in den Aufstiegsspielen zur DDR-Oberliga, schaffte aber ein Jahr später den Aufstieg in die Erstklassigkeit. Bis dahin hatte Kräuter für Brandenburg 43 DDR-Liga-Spiele absolviert, in denen er acht Tore schoss. An den jeweils acht Aufstiegsspielen war er mit sieben (1983) bzw. acht (1984, 2 Tore) Einsätzen beteiligt.
In seiner ersten Oberligasaison 1984/85 gehörte Kräuter zum Spielerstamm und wurde in 25 der 26 Punktspiele in der Regel als linker Abwehrspieler eingesetzt. Am achten Spieltag dieser Saison erzielte er sein erstes Oberligator, als er in der Begegnung Stahl Brandenburg – BSG Motor Suhl (3:0) per Foulstrafstoß das 1:0 erzielte. Als Peter Kohl in der Spielzeit 1985/86 Trainer bei Stahl Brandenburg wurde, verlor Kräuter seinen Status als Stammspieler. Er kam nur noch in zwölf Punktspielen zum Einsatz, wobei er nur sechsmal in der Startelf stand. Auch 1986/87 war er nur Ersatzspieler und bestritt lediglich neun Punktspiele. Von den vier Spielen im UEFA-Pokalwettbewerb 1986/87, für den sich die BSG Stahl mit Oberliga-Platz fünf in der Vorsaison qualifiziert hatte, absolvierte Kräuter zwei Begegnungen: Stahl Brandenburg – Coleraine FC (1:1) und Stahl Brandenburg – IFK Göteborg (0:2).
Obwohl Kräuter für die Spielzeiten 1987/88 und 1988/89 noch für den Oberligakader nominiert worden war, kam er als Erstligaspieler nicht mehr zum Einsatz. Auf den offiziellen Mannschaftsfotos von 1987 und 1988 fehlte er bereits. Im Aufgebot 1989/90 der BSG Stahl wurde er ohne Angabe von Gründen nicht mehr aufgeführt, zu dieser Zeit hatte sich der fast 33-jährige Kräuter bereits dem Zweitligaabsteiger BSG Motor Babelsberg angeschlossen.
Später kehrte Kräuter als Trainer nach Brandenburg zurück, wo er vom September 1995 bis Juni 1996 den BSV Brandenburg in der viertklassigen Oberliga Nordost und vom Januar 2002 bis Juni 2004 den FC Stahl Brandenburg in der fünftklassigen Verbandsliga Brandenburg trainierte.